# Piedra rúnica de Kirkjubøur
La piedra rúnica de Kirkjubøur (en feroés: Kirkjubøsteinurin), identificada como FR 1 en la Rundata, es una piedra rúnica descubierta en 1832 en la Iglesia de San Olaf, en las cercanías de la Catedral de San Magnus (Magnusdom) en Kirkjubøur, Streymoy, Islas Feroe.
Junto con las piedras de Sandavágur y Fámjin, es una de las tres únicas piedras rúnicas de las Islas Feroe conocidas a fecha de hoy, siendo además el documento escrito más antiguo en general que se conserva en las islas.

## Descripción
Aunque son 19 las runas grabadas en la piedra, son difíciles de distinguir con claridad, por lo que hasta la fecha el texto no pudo ser fielmente descifrado. La única parte que tiene algo de sentido son los últimos 12 caracteres. Existen dos interpretaciones que indican distintas épocas en las que la piedra de Kirkjubøur podría estar fechada. La más aceptada en la actualidad es la de Marie Ingerslev Simonsen de 1959.
En caracteres latinos:

i : uikuf(i) : uni : ruot

En nórdico antiguo:

Vigulfi unni ró

En español:

Paz otorgada (a) Vígúlvur

Según Simonsen, la piedra data del siglo XI, con una aceptación general en la actualidad de alrededor del año 1000, cuando se llevó a cabo la cristianización de las Islas Feroe.
Sin embargo, una interpretación anterior hecha por Ludvig Wimmer en 1887 constata:
En caracteres latinos:

uftir hrua

En nórdico antiguo:

eftir Hróa

En español:

De acuerdo con Rói

Wimmer, por su parte, fecha la piedra en el siglo IX, al inicio de la época vikinga de las Islas Feroe. Las dos interpretaciones, por tanto, discrepan tanto en el contenido (nombre de la persona mencionada) como en el tiempo en el que, supuestamente, la piedra de Kirkjubøur fue elaborada.
Tras su descubrimiento, la piedra fue exhibida en la propia Iglesia de San Olaf durante unos años, hasta que fuera trasladada al Museo Nacional de Dinamarca como parte de su exposición permanente. Actualmente está de nuevo en tierra feroesa, siendo exhibida en Museo Nacional de las Islas Feroe (Føroya Fornminnissavn), en Tórshavn.